# Domnus II (patriarcha Antiochii)
Domnus II – 31. patriarcha Antiochii; sprawował urząd w latach 442–449.